# 安钟岩
安钟岩，中国北京人，中华人民共和国政治人物、全国脱贫攻坚先进个人。

## 生平
安钟岩任北京丰顺工贸集团董事长兼总经理，2009年，荣获“全国三八红旗手”称号“木门行业优秀企业家”称号。因在脱贫攻坚战中作出突出贡献，2021年2月25日全国脱贫攻坚总结表彰大会上，安钟岩被授予“全国脱贫攻坚先进个人”。